# Pamphilius hortorum

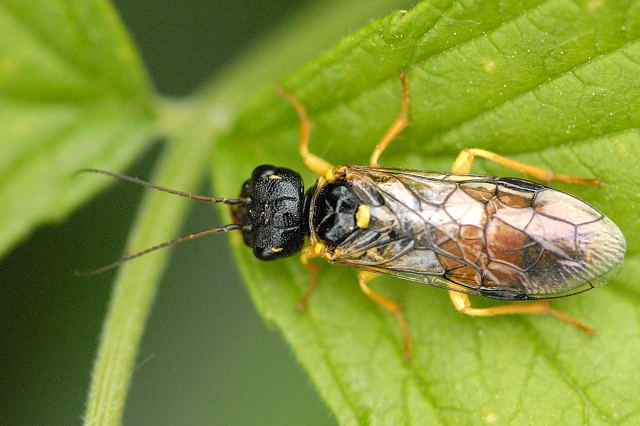
Dorsalansicht

Pamphilius hortorum ist eine Pflanzenwespe aus der Familie der Gespinstblattwespen (Pamphiliidae). Die Art wurde im Jahr 1808 von Johann Christoph Friedrich Klug als Lyda hortorum erstbeschrieben. Das lateinische Art-Epitheton leitet sich von hortus für „Garten“ ab.

## Merkmale
Die Männchen sind in der Regel kürzer und schlanker. Sie erreichen eine Körperlänge von 7–10 mm, während die Weibchen 8–11 mm lang sind. Kopf und Thorax sind bei beiden Geschlechtern fast vollständig schwarz gefärbt. Am Hinterrand der Facettenaugen befindet sich jeweils ein kleiner gelber Fleck. Das Gesicht der Männchen ist gelb. Die Fühler weisen einen schwarzen Scapus sowie braune Geißelglieder auf. Das Meso- und Metascutellum, die Tegulae sowie die Seiten des Pronotums sind gelb gefärbt. Der überwiegend schwarz gefärbte Hinterleib weist ein rotbraunes Band auf, das sich über die Tergite 4 und 5 oder 4, 5 und 6 erstreckt. Bei den Männchen geht die Färbung mehr in Richtung orange-braun. Die Beine sind vollständig gelb gefärbt. Das Pterostigma sowie die Flügeladerung sind dunkelbraun, bei den Männchen fallen diese etwas blasser aus.

## Verbreitung
Pamphilius hortorum ist in Mittel-, in Ost- und in Nordeuropa weit verbreitet. Im Norden reicht das Vorkommen bis nach Fennoskandinavien und auf die Britischen Inseln, im Süden bis nach Italien und Kroatien. Auf der Iberischen Halbinsel und im südlichen Balkan fehlt die Art offenbar. Im Osten reicht das Vorkommen bis nach Russland.

## Lebensweise
Die Gattung Pamphilius umfasst Pflanzenwespen-Arten mit blattrollenden Larven. Wirts- und Larvennahrungspflanzen von Pamphilius hortorum sind die Himbeere (Rubus idaeus) und die Steinbeere (Rubus saxatilis). Die Weibchen legen ihre Eier auf der Blattunterseite ab. Die geschlüpften Larven rollen jeweils ein Blatt mit Hilfe von Seidenfäden zu einer tunnelförmigen Rolle zusammen. Die Blattrolle hat eine charakteristische Form. Die Larven fressen im Inneren der Blattrolle. Die ausgewachsenen Larven verlassen die Blattrolle und lassen sich zu Boden fallen. Dort graben sie sich in das Erdreich, wo sie überwintern. Die Verpuppung findet im Frühjahr statt. Die ausgewachsenen Pflanzenwespen erscheinen Anfang Mai und sind bis in den Juni zu beobachten. In Deutschland gehört Pamphilius hortorum zu den häufigeren Vertretern der Gattung und gilt noch als ungefährdet.